# Финале Купа победника купова у фудбалу 1967.
Финале Купа победника купова 1967. одржано је на Градском стадиону у Нирнбергу 31. маја 1967. пред око 69.000 гледалаца. Утакмица је играна између Бајерна из Минхена и Глазгов Ренџерса, а завршена је резултатом 1:0 за екипу Бајерна. Такмичење је било једно од три фудбалска такмичења која је у то време водила УЕФА. Обе екипе су морале да прођу кроз четири квалификационе рунде пре него што се пласирају у финале.
Финале је завршено резултатом 0-0 током 90 минута. Ренџерсу је поништен гол у продужетку. У продужецима, Бајерн је постигао гол преко Франца Рота и меч је завршио резултатом 1–0. Био је то Бајернов први европски трофеј.

## Пут до финала
| Бајерн Минхен  | Бајерн Минхен | Бајерн Минхен | Бајерн Минхен    |              | Глазгов Ренџерс   | Глазгов Ренџерс | Глазгов Ренџерс | Глазгов Ренџерс  |
| -------------- | ------------- | ------------- | ---------------- | ------------ | ----------------- | --------------- | --------------- | ---------------- |
| Противник      | Укупно        | 1 ута.        | 2 ута.           |              | Противник         | Укупно          | 1 ута.          | 2 ута.           |
| Татран Прешов  | 4–3           | 1–1 (Г)       | 3–2 (Д)          | Прво коло    | Гленторан         | 5–1             | 1–1 (Г)         | 4–0 (Д)          |
| Шамрок роверси | 4–3           | 1–1 (Г)       | 3–2 (Д)          | Друго коло   | Борусија Дортмунд | 2–1             | 2–1 (Д)         | 0–0 (Г)          |
| Рапид Беч      | 2–1           | 0–1 (Г)       | 2–0 (п.с.н.) (Д) | Четвртфинале | Реал Сарагоса     | 2–2 (н)         | 2–0 (Д)         | 0–2 (п.с.н.) (Г) |
| Стандард Лијеж | 5–1           | 2–0 (Д)       | 3–1 (Г)          | Полуфинале   | Славија Софија    | 2–0             | 1–0 (Г)         | 1–0 (Д)          |

## Утакмица

### Детаљи меча
| Бајерн Минхен | 1–0 (п. с. н.) | Глазгов Ренџерс |
| ------------- | -------------- | --------------- |
| Рот 109’      | Извештај       |                 |

| Бајерн Минхен | Глазгов Ренџерс |

|                  |    |                  |  |
|                  |    |                  |  |
| GK               | 1  | Сеп Мајер        |  |
| CB               | 2  | Петер Купфершмит |  |
| LB               | 3  | Вернер Олк (к)   |  |
| MF               | 4  | Франц Рот        |  |
| CB               | 5  | Франц Бекенбауер |  |
| RB               | 6  | Ханс Новак       |  |
| RW               | 7  | Рудолф Нафцигер  |  |
| CF               | 8  | Рајнер Олхаузер  |  |
| CF               | 9  | Герд Милер       |  |
| MF               | 10 | Дитер Кулман     |  |
| LW               | 11 | Дитер Бренингер  |  |
| Тренер:          |    |                  |  |
| Златко Чајковски |    |                  |  |

|             |    |                |  |
|             |    |                |  |
| GK          | 1  | Нори Мартин    |  |
| RB          | 2  | Каи Јохансен   |  |
| LB          | 3  | Дејвид Прован  |  |
| CB          | 4  | Сенди Џардин   |  |
| CB          | 5  | Рони Макинон   |  |
| CM          | 6  | Џон Грејг (к)  |  |
| RM          | 7  | Вили Хендерсон |  |
| CM          | 8  | Дејв Смит      |  |
| FW          | 9  | Роџер Хајнд    |  |
| FW          | 10 | Алекс Смит     |  |
| LM          | 11 | Вили Џонстон   |  |
| Тренер:     |    |                |  |
| Скот Сајмон |    |                |  |